# Estación Migues
Pour les articles homonymes, voir Estacion.
Estación Migues est une localité uruguayenne du département de Canelones, rattachée à la municipalité de Migues.

## Localisation
Elle se situe à l'est du département de Canelones, au sud de l' arroyo del Tigre sur la route 80, au croisement avec la ligne ferroviaire Montevideo-Minas. Estación Migues est à 4 kilomètres de la localité de Migues et à 10 kilomètres de celle de Montes.

## Population
Ce tableau liste la population de 1963 à 2011.
| Année | Population |
| ----- | ---------- |
| 1963  | 281        |
| 1975  | 223        |
| 1985  | 245        |
| 1996  | 223        |
| 2004  | 195        |
| 2011  | 144        |

,